# Mur gouttereau

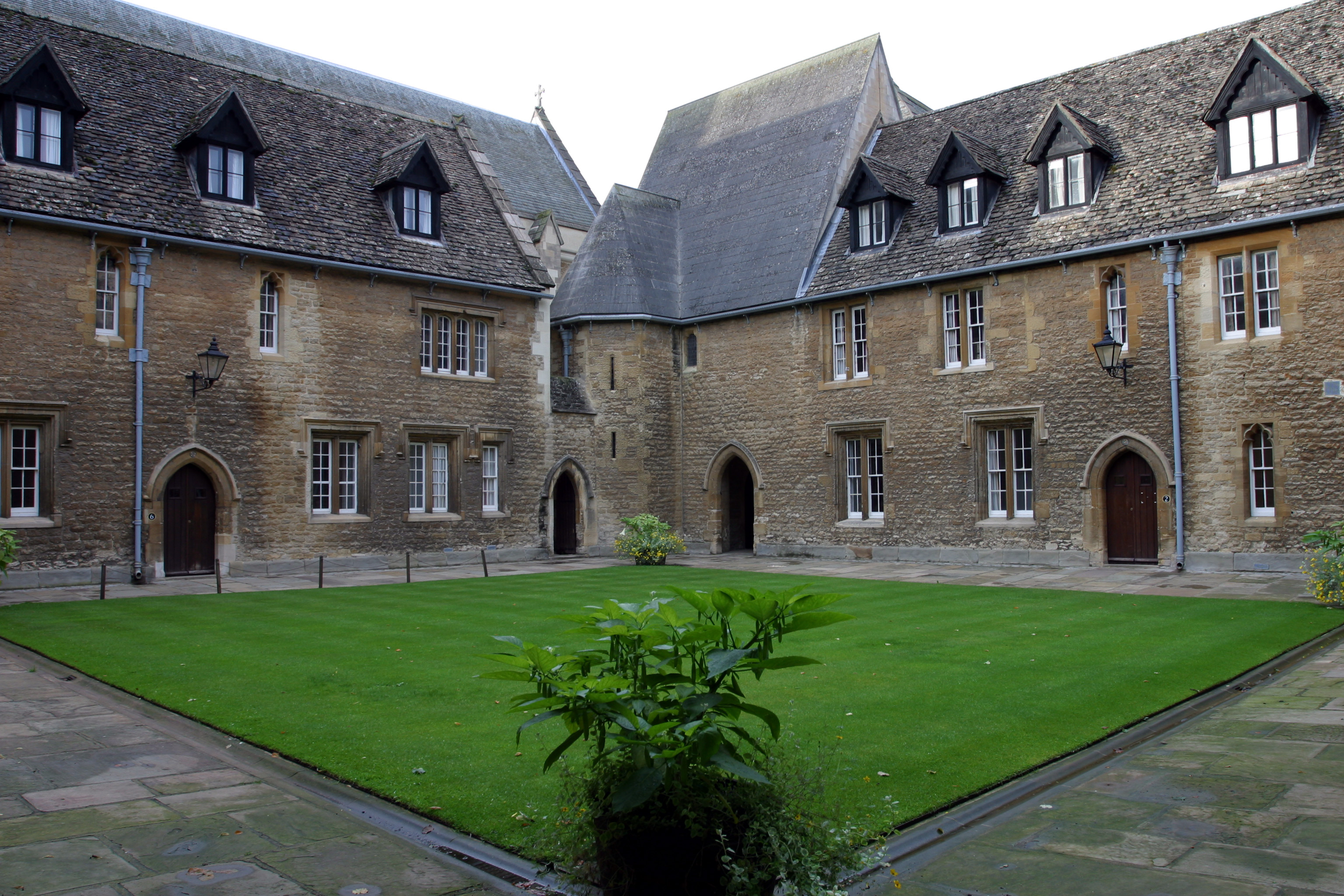
Murs gouttereaux.

Un mur gouttereau (ou goutterot) est, en architecture, le mur portant une gouttière ou un chéneau terminant le versant de toiture et recevant les eaux par opposition au mur pignon. L'origine du terme remonterait au Moyen Âge . Le terme existe en tant que substantif également : un gouttereau.